# مايك بيريز
مايك بيريز (بالإنجليزية: Mike Perez)‏ هو لاعب كرة قدم أمريكية أمريكي، ولد في 7 مارس 1965 في دنفر في الولايات المتحدة.